# DAF 95 XF

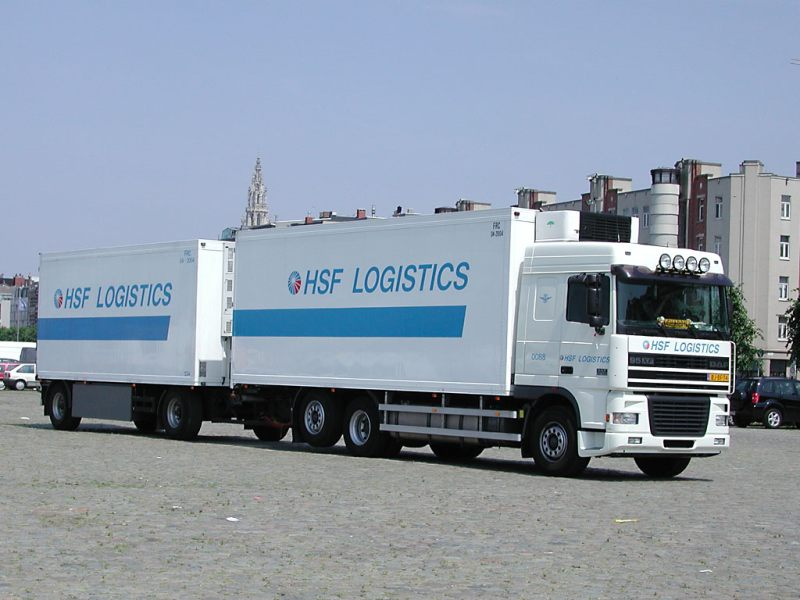
DAF 95XF in dienst bij HSF Logistics

De DAF 95 XF is een model vrachtauto van de Nederlandse vrachtwagenbouwer DAF. 
De introductie van de DAF 95 XF vond plaats in 1997, als opvolger van de DAF 95. De truck werd in 1998 verkozen tot Truck van het jaar. De truck was grotendeels gebaseerd op de DAF 95.500, een speciale versie van de 95. Hierdoor konden de ontwikkelingskosten laag worden gehouden. De in ontwikkeling zijde XF was een belangrijke motivatie voor Paccar om de DAF-fabriek over te nemen.
Gevolg was wel dat de truck hier en daar niet echt voorop liep, zo had deze truck nog altijd trommelremmen als standaard. De truck kwam in drie basisuitvoeringen:
- Comfortcab
- Space Cab (een comfort met verhoogd dak)
- Super Space Cab (een nog hoger dak)

In 2003 volgde de introductie van de DAF XF 95, waarbij "95"en "XF" andersom geschreven staan en "95" niet langer meer op de grille te zien zal zijn. 
De 95XF was in vier motorvarianten verkrijgbaar:
- 380pk
- 430pk
- 480pk
- 530pk

Alle varianten zijn zescilinderlijnmotoren.